# Robert Baun
Pour les articles homonymes, voir Baun.
Robert Neil Baun, dit Bobby Baun, (né le 9 septembre 1936 à Lanigan, dans la province de la Saskatchewan, au Canada et mort le 14 août 2023) est un joueur professionnel de hockey sur glace qui dispute dix-sept saisons dans la Ligue nationale de hockey de 1956 à 1973.

## Biographie

### Carrière de joueur
Baun joua son hockey junior avec les Marlboros de Toronto de l'Association de hockey de l'Ontario de 1952 à 1956, remportant la Coupe Memorial en 1955 et 1956. Après être devenu professionnel, Baun joua la saison 1956–1957 avec les Americans de Rochester, équipe affiliée aux Maple Leafs de Toronto en Ligue américaine de hockey. Ce furent ses seuls matchs en ligues mineures. Au cours de la saison, il fut appelé par les Leafs et joua 11 saisons à Toronto, remportant la Coupe Stanley en 1962, 1963, 1964 et 1967.
Baun fut l'un des plus durs et des plus propres frappeurs de son temps. Il n'a jamais été considéré comme une menace offensive en tant que défenseur, ne marquant jamais plus de 20 points en une saison dans la LNH. Son record de buts en une saison a été de huit en 1959-1960. Toutefois, Baun est célèbre pour sa performance dans le 6e match de la finale de la Coupe Stanley 1964 contre les Red Wings de Détroit. Le 23 avril 1964, après s'être cassé la cheville plus tôt dans le match, il retourna malgré tout au jeu en prolongation et marqua le but vainqueur. Il se cacha des médecins jusqu'au match suivant, pour pouvoir y participer, et les Leafs gagnèrent ce match, avec Baun dans l'alignement, par la marque de 4 à 0, pour remporter ainsi leur troisième titre.
Il développa la réputation de bien appréhender l'aspect commercial de jouer dans la LNH, des années avant la création d'un syndicat des joueurs. Parfois, d'autres joueurs venaient lui demander des conseils sur leurs contrats et salaires, ce qui détériora ses relations avec le directeur général Punch Imlach. Cette relation se détériora davantage lorsque Baun refusa de resigner son contrat pour la saison 1965-1966. Baun obtint une augmentation, mais ce fait ne fut jamais oublié par Imlach. Une série de blessures diminua encore l'enthousiasme d'Imlach pour Baun. En 1966-1967, Baun subit une fracture des orteils. Imlach le remplaça par Larry Hillman et Baun eut peu de temps de jeu après cela. Il fut surtout observateur lors de la conquête de la Coupe 1967 par les Leafs, et refusa de participer aux célébrations.
Au départ de la saison suivante, Baun fut laissé sans protection dans le projet d'expansion de 1967, et fut sélectionné par les Seals d'Oakland. Baun fut l'un des quatre membres de l'équipe des Marlboros de Toronto, victorieuse de la Coupe Mémorial, à jouer pour les Seals, mais l'équipe lutta durement sur la glace, en particulier à l'offensive, terminant l'année avec le pire record de la ligue dans ce secteur du jeu. Baun demanda à être échangé à une équipe des Six Originales, et Oakland approuva sa demande, et l'échangea aux Red Wings de Détroit en mai 1968. Baun joua à Détroit pendant deux ans, mais au début de la saison 1970-1971, il se trouva en désaccord avec l'entraîneur Ned Harkness et fut placé en ballottage. De là, il fut revendiqué par les Sabres de Buffalo, gérés par Imlach, qui l'a immédiatement échangé aux Blues de Saint-Louis. Baun refusa l'échange à Saint-Louis et, neuf jours plus tard, fut de nouveau échangé aux Maple Leafs de Brit Selby.
Les Leafs profitèrent de nouveau du jeu défensif de Baun, celui-ci aidant Jacques Plante à enregistrer une moyenne de 1,88 but en 1970-1971. Baun fut tout aussi efficace la saison suivante. Dans le cinquième match de la saison 1972-1973, il subit une blessure au cou qui mit fin à sa carrière à l'âge de 36 ans.

### Carrière d'entraîneur
À la retraite, Baun commença une reconversion dans l'élevage, mais trois ans plus tard, il fut embauché comme entraîneur-chef des Toros de Toronto de l'Association mondiale de hockey. Mike Nykoluk, un autre membre des Marlboros dans le milieu des années 1950, était le premier choix de l'équipe, mais il refusa l'emploi. Parmi les Toros se trouvaient trois anciens coéquipiers de Baun : Frank Mahovlich, Paul Henderson et Jim Dorey, ainsi que les futures étoiles de LNH Mark Napier et Vaclav Nedomansky. Mais les Toros, sous les ordres de Baun, eurent une année désastreuse, terminant la saison 1975-1976 avec le pire bilan de la ligue. Les Toros finirent même 11 points derrière les Fighting Saints du Minnesota, une équipe qui n'avait pas disputé les 21 matchs derniers matchs. Baun fut remplacé comme entraîneur à la fin de la saison. Il retourna à l'agriculture et vendit également des assurances après sa retraite du hockey.

### Baun et le régime de retraite de la LNH
Dans les années 1980, Baun organisa une association des anciens de la LNH et commença une enquête sur le régime de retraite de la LNH. Après avoir joué en 17 saisons de LNH, la retraite de Baun était seulement de 7 622 $ par an. Baun reçut peu de soutien des autres joueurs, et finalement abandonna. Ces problèmes avec le régime de retraite refirent surface plus tard par le biais d'un audit de Carl Brewer.

### Vie personnelle
Né le 9 septembre 1936 à Lanigan au Canada, il meurt le 14 août 2023,,.
Il est le grand-père du joueur de hockey sur glace Kyle Baun.

## Statistiques
| Saison     | Équipe                 | Ligue      |     | Saison régulière | Saison régulière | Saison régulière | Saison régulière | Saison régulière |   | Séries éliminatoires | Séries éliminatoires | Séries éliminatoires | Séries éliminatoires | Séries éliminatoires |
| Saison     | Équipe                 | Ligue      | PJ  | B                | A                | Pts              | Pun              | PJ               | B | A                    | Pts                  | Pun                  |                      |                      |
| 1952-1953  | Marlboros de Toronto   | AHO-Jr.    | 16  | 1                | 1                | 2                | 12               | 7                | 0 | 2                    | 2                    | 6                    |                      |                      |
| 1953-1954  | Marlboros de Toronto   | AHO-Jr.    | 59  | 2                | 15               | 17               | 63               | 15               | 3 | 0                    | 3                    | 10                   |                      |                      |
| 1954-1955  | Marlboros de Toronto   | AHO-Jr.    | 47  | 3                | 6                | 9                | 99               | 13               | 0 | 1                    | 1                    | 31                   |                      |                      |
| 1955       | Marlboros de Toronto   | Memorial   | -   | -                | -                | -                | -                | 11               | 0 | 2                    | 2                    | 32                   |                      |                      |
| 1955-1956  | Marlboros de Toronto   | AHO-Jr.    | 48  | 5                | 14               | 19               | 93               | 11               | 3 | 2                    | 5                    | 38                   |                      |                      |
| 1956       | Marlboros de Toronto   | Memorial   | -   | -                | -                | -                | -                | 13               | 1 | 1                    | 2                    | 39                   |                      |                      |
| 1956-1957  | Americans de Rochester | AHL        | 46  | 2                | 13               | 15               | 117              | -                | - | -                    | -                    | -                    |                      |                      |
| 1956-1957  | Maple Leafs de Toronto | LNH        | 20  | 0                | 5                | 5                | 37               | -                | - | -                    | -                    | -                    |                      |                      |
| 1957-1958  | Maple Leafs de Toronto | LNH        | 67  | 1                | 9                | 10               | 91               | -                | - | -                    | -                    | -                    |                      |                      |
| 1958-1959  | Maple Leafs de Toronto | LNH        | 51  | 1                | 8                | 9                | 87               | 12               | 0 | 0                    | 0                    | 24                   |                      |                      |
| 1959-1960  | Maple Leafs de Toronto | LNH        | 61  | 8                | 9                | 17               | 59               | 10               | 1 | 0                    | 1                    | 17                   |                      |                      |
| 1960-1961  | Maple Leafs de Toronto | LNH        | 70  | 1                | 14               | 15               | 70               | 3                | 0 | 0                    | 0                    | 8                    |                      |                      |
| 1961-1962  | Maple Leafs de Toronto | LNH        | 65  | 4                | 11               | 15               | 94               | 12               | 0 | 3                    | 3                    | 19                   |                      |                      |
| 1962-1963  | Maple Leafs de Toronto | LNH        | 48  | 4                | 8                | 12               | 65               | 10               | 0 | 3                    | 3                    | 6                    |                      |                      |
| 1963-1964  | Maple Leafs de Toronto | LNH        | 52  | 4                | 14               | 18               | 113              | 14               | 2 | 3                    | 5                    | 42                   |                      |                      |
| 1964-1965  | Maple Leafs de Toronto | LNH        | 70  | 0                | 18               | 18               | 160              | 6                | 0 | 1                    | 1                    | 14                   |                      |                      |
| 1965-1966  | Maple Leafs de Toronto | LNH        | 44  | 0                | 6                | 6                | 68               | 4                | 0 | 1                    | 1                    | 8                    |                      |                      |
| 1966-1967  | Maple Leafs de Toronto | LNH        | 54  | 2                | 8                | 10               | 83               | 10               | 0 | 0                    | 0                    | 4                    |                      |                      |
| 1967-1968  | Seals d'Oakland        | LNH        | 67  | 3                | 10               | 13               | 81               | -                | - | -                    | -                    | -                    |                      |                      |
| 1968-1969  | Red Wings de Détroit   | LNH        | 76  | 4                | 16               | 20               | 121              | -                | - | -                    | -                    | -                    |                      |                      |
| 1969-1970  | Red Wings de Détroit   | LNH        | 71  | 1                | 18               | 19               | 110              | 4                | 0 | 0                    | 0                    | 0                    |                      |                      |
| 1970-1971  | Red Wings de Détroit   | LNH        | 11  | 0                | 3                | 3                | 24               | -                | - | -                    | -                    | -                    |                      |                      |
| 1970-1971  | Maple Leafs de Toronto | LNH        | 58  | 1                | 17               | 18               | 123              | 6                | 0 | 1                    | 1                    | 19                   |                      |                      |
| 1971-1972  | Maple Leafs de Toronto | LNH        | 74  | 2                | 12               | 14               | 101              | 5                | 0 | 0                    | 0                    | 4                    |                      |                      |
| 1972-1973  | Maple Leafs de Toronto | LNH        | 5   | 1                | 1                | 2                | 4                | -                | - | -                    | -                    | -                    |                      |                      |
| Totaux LNH | Totaux LNH             | Totaux LNH | 964 | 37               | 187              | 224              | 1 491            | 96               | 3 | 12                   | 15                   | 165                  |                      |                      |